# Stibadium

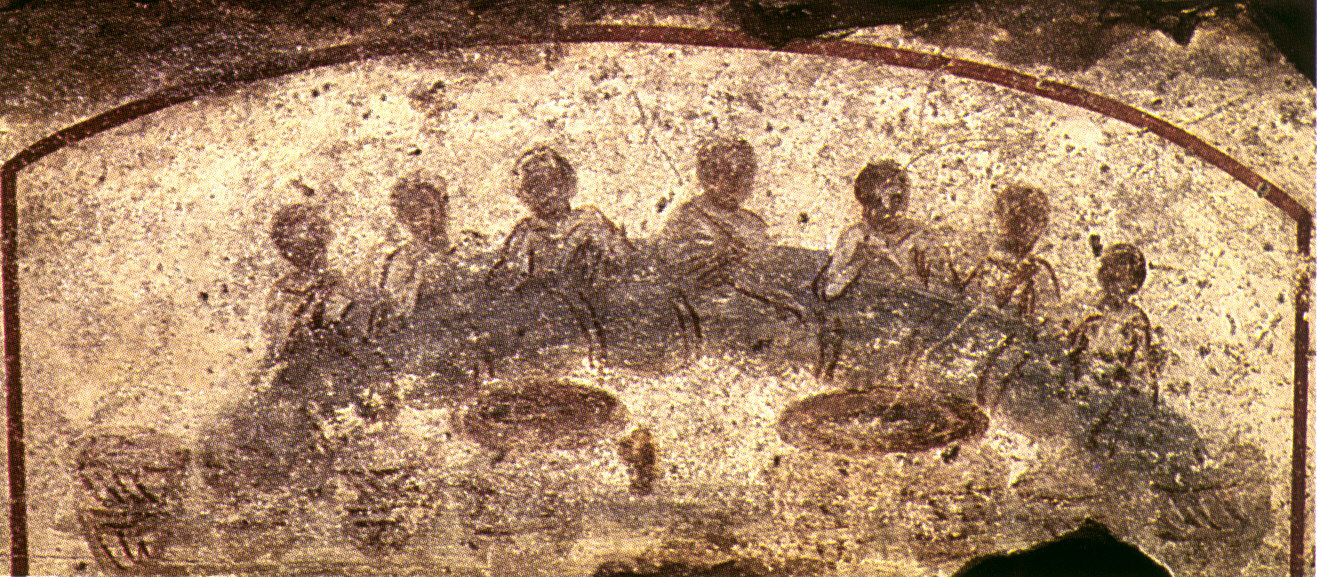
Halbkreisförmiges Speisesofa, Malerei aus der Calixtus-Katakombe in Rom

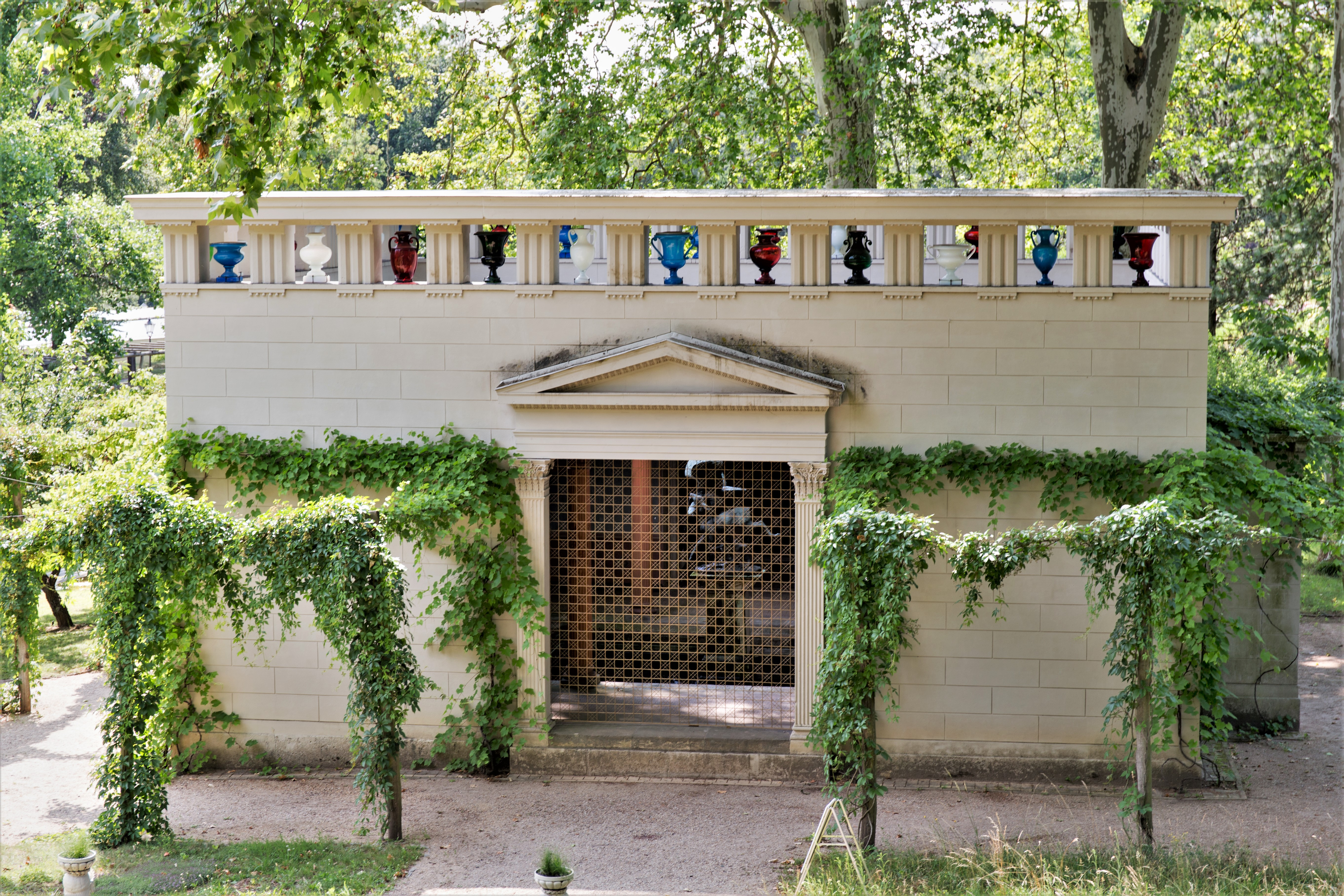
Stibadium im Botanischen Garten Potsdam

Ein Stibadium (lateinisch ‚halbrundes Speisesofa‘, altgriechisch τὸ στιβάδιον von ἡ στιβάς ‚gepflasterte Straße‘; ‚mit Blumen oder Pflanzen bestreutes Bett, Sofa‘) war eine halbkreisförmige Variante der Aufstellung von schrägen Liegebänken, den lecti triclinares, in römischen Speisesälen, auf denen die Tischgesellschaft lag und sich die Speisen reichen ließ. Diese Art der Aufstellung wird bereits im ersten Jahrhundert n. Chr. schriftlich erwähnt und war schon für das Speisen im Freien üblich. Im Inneren der aristokratischen Stadthäuser und Villen ist die Anordnung nicht vor dem späten 2., frühen 3. Jahrhundert n. Chr. nachweisbar. Die traditionelle, rechtwinklige Anordnung der Speisesofas in der Form des Tricliniums bestand weiter, im 4. und 5. Jahrhundert n. Chr. überwog jedoch das Stibadium. Es entstand ein halbkreisförmiges Lager für vier bis sechs Gäste, das auch sigma oder accubitum genannt wurde. Dieses Arrangement wurde auch unter einer Überdachung im Freien aufgestellt, so dass der Begriff Stibadium auch eine offene, auf Säulen ruhende, mit Liegebänken ausgestattete Laube bezeichnet.
Plinius der Jüngere beschreibt das Stibadium im Hippodromus seiner Villa in Tuscis mit diesen Worten:

„Am Ende des Hippodroms wird ein Stibadium aus weißem Marmor von einem Weinstock beschattet, den vier carystische [d. h. aus grünem Marmor] Säulchen stützen. Aus dem Stibadium, gleichsam vom Gewicht der darauf Liegenden herausgedrückt, fließt Wasser in kleine Röhren, wird in einem ausgehöhlten Stein aufgefangen, in einem fein gearbeiteten Marmorbecken festgehalten und mit einer verborgenen Einrichtung so reguliert, dass es hinein-, aber nie überläuft. Die Platte mit den Vorspeisen und die schweren Gerichte werden auf dem Rand abgestellt, die leichteren schwimmen auf Schiffchen und Vögeln umher […].“

## Archäologisches
Halbkreisförmige (sigmaförmige) Speisesofas für ein Sigma-Mahl sind in der Antike verschiedentlich dargestellt worden, etwa in der Katakombenmalerei. Sie finden sich auch auf spätrömischem Geschirr wie einer großen Silberplatte aus dem Seuso-Schatz.

## Rezeptionsgeschichte

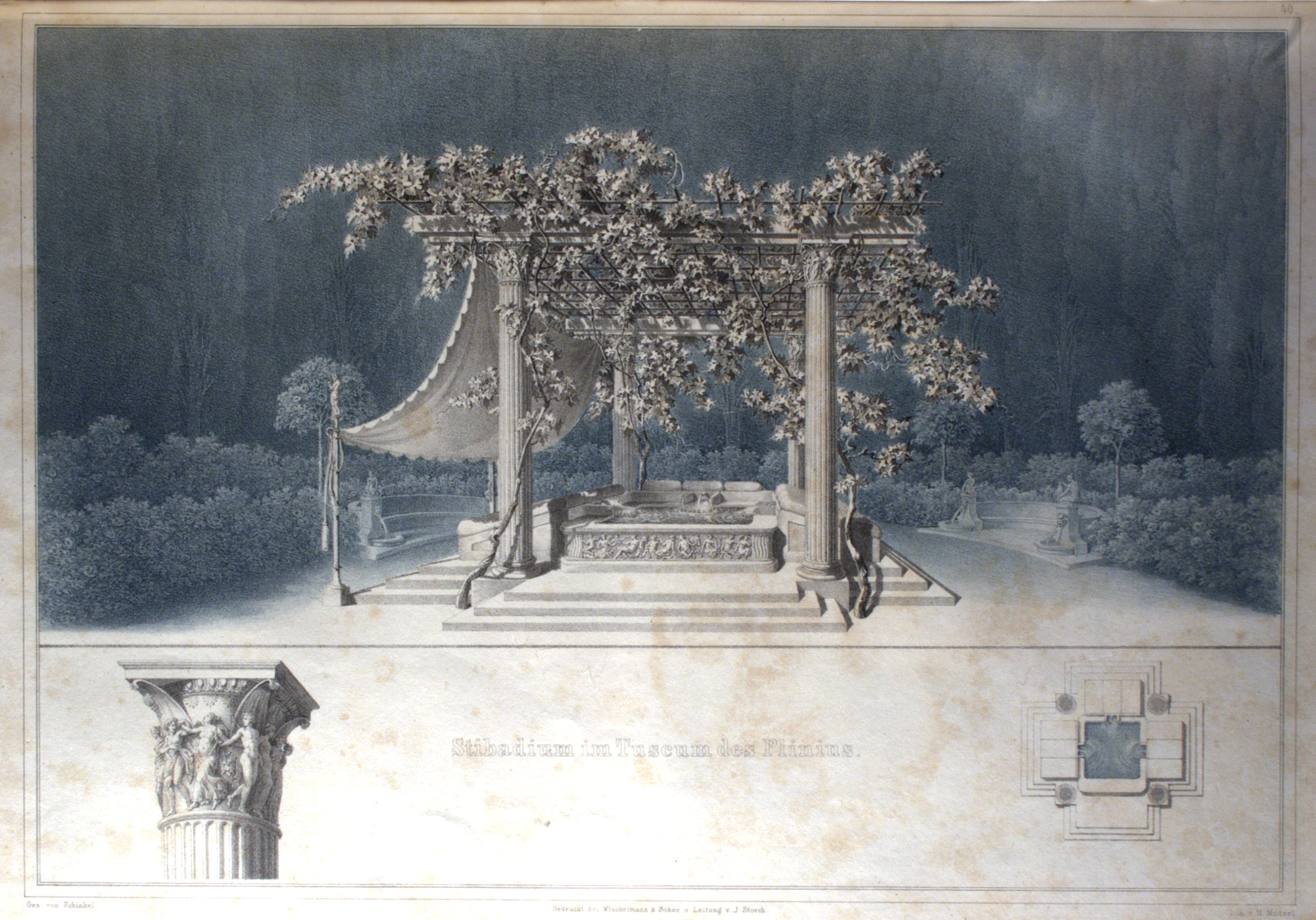
Karl Friedrich Schinkel: Rekonstruktion des Stibadium des Plinius

Im 19. Jahrhundert gehörten aufwendig gestaltete, mit Figuren, Fabel- und Mischwesen geschmückte Stibadien als Freisitze für Mußestunden zur Ausstattung großer Gärten.